# نادي هيلانك
نادي هيلانك هو نادي كرة قدم جنوب أفريقي أٌسس عام 1958.